# Edoardo Donegana
Edoardo Donegana (Buenos Aires, 15 settembre 1900 – ...) è stato un calciatore argentino, di ruolo attaccante.

## Carriera
Per quattro stagioni nel primo dopoguerra guida l'attacco del Como, realizzando 28 reti.